# Laura Barreto
Laura Barreto, nome artístico de Laura Silva Alves Barreto (Rio de Janeiro, 12 de setembro de 2001) é uma atriz brasileira. Em 2009, ficou conhecida pelo seu papel em Caminho das Índias. Já em 2010, interpretou Madalena na telenovela Araguaia. Em 2012, volta a televisão como Theodora na série Louco por Elas.

## Biografia
Em 2003, Laura faz aula de balé aos dois anos de idade e começou a sua carreira fazendo uma participação especial no filme Verônica.
Em 2009, ficou reconhecida nacionalmente por sua participação na novela Caminho das Índias da Rede Globo, onde interpretou Lalit, a filha de Durga (interpretada por Paula Pereira) e Gopal (interpretado por André Gonçalves). Em 2009, Laura foi capa da revista Molde & Cia Especial Infantil, junto com Karina Ferrari e Cadu Paschoal.

## Carreira de artista
Em 2004, com apenas 3 anos, Laura Barreto, começou na televisão participando de comerciais.
Em 2007, com 6 anos, a atriz participou do Programa Tv Xuxa da Rede Globo.
Em 2009, Laura fez a novela Caminho das Índias da Rede Globo, de autoria de Glória Perez; onde ela interpretou a indiana Lalit, a filha de Durga (interpretada por Paula Pereira) e Gopal (interpretado por André Gonçalves). Pouco tempo após o termino da novela, a atriz fez a novela Araguaia, com grande destaque, como uma das crianças do orfanato de Padre Emílio, interpretado por Otávio Augusto.
Após, a atriz interpretou Theodora, na série Louco por Elas. Laura teve grande destaque na série de João Falcão. A série era prevista para apenas uma temporada, devido ao sucesso, emendou em três temporadas, a mesma, teve o fim em junho de 2013. Nos intervalos entre Caminho das Índias, Laura iria participar entre 11 de outubro e 8 de novembro de 2009 da terceira edição da Dança das Crianças no Domingão do Faustão, os ritmos foram rock, forró, batidão sertanejo, hip hop e gafieira. Mas foi eliminada em 25 de outubro, com a parcial de 83,6 pontos.
Um ano depois após o fim da série Louco por Elas, Laura foi reservada para a novela Geração Brasil, também da Rede Globo, porém não participou da mesma pois não havia papel adequado para a atriz. Isso ocorreu com os outros atores também. Desde então, Laura aproveita as suas férias, com aulas de violão, canto, e pratica também outra língua, como o idioma inglês. Laura, é uma das revelações que Rede Globo deseja que permaneça na emissora.

## Filmografia
| Ano  | Título             | Personagem                                           | Ref.   |
| ---- | ------------------ | ---------------------------------------------------- | ------ |
| 2009 | Caminho das Índias | Lalit                                                | [ 3 ]  |
| 2010 | Força-Tarefa       | Amiga de Taís (no episódio Os Justiceiros - Parte 1) | [ 8 ]  |
| 2010 | Araguaia           | Madalena                                             | [ 9 ]  |
| 2012 | Louco por Elas     | Theodora Bianchi Barreto                             | [ 10 ] |
| 2021 | Sob Pressão        | Debora (episódio 10)                                 |        |

| Ano  | Título   | Personagem            | Notas | Ref. |
| ---- | -------- | --------------------- | ----- | ---- |
| 2009 | Verônica | Participação especial | [ 2 ] |      |

## Prêmios e indicações
| Ano  | Prêmio                    | Categoria               | Trabalho indicado           | Resultado | Ref           |
| ---- | ------------------------- | ----------------------- | --------------------------- | --------- | ------------- |
| 2010 | Prêmio Contigo! de TV     | Melhor Atriz Infantil   | Lalit em Caminho das Índias | Indicada  | [ 11 ]        |
| 2013 | Prêmio Contigo! de TV     | Melhor Atriz Infantil   | Theodora em Louco por Elas  | Indicada  | [ 12 ]        |
| 2013 | Prêmio Extra de Televisão | Melhor Ator/Atriz Mirim | Theodora em Louco por Elas  | Indicada  | [ 13 ] [ 14 ] |